# Giải vô địch bóng đá Đông Nam Á 1996
Giải vô địch bóng đá Đông Nam Á 1996 (tiếng Anh: 1996 AFF Championship), tên chính thức là Cúp Tiger 1996 (Tiger Cup 1996) vì lý do tài trợ, là lần tổ chức đầu tiên của Giải vô địch bóng đá Đông Nam Á, giải đấu bóng đá dành cho các đội tuyển quốc gia của các nước thành viên trực thuộc Liên đoàn bóng đá ASEAN (AFF). Giải đấu được tổ chức tại Singapore từ ngày 1 đến ngày 15 tháng 9 năm 1996 với sự tham gia của tất cả 10 đội tuyển của khu vực Đông Nam Á.
Thái Lan đã giành chức vô địch Tiger Cup đầu tiên sau khi đánh bại Malaysia với tỷ số 1–0 trong trận chung kết bằng bàn thắng duy nhất của Kiatisuk Senamuang.

## Địa điểm
| Singapore             | Singapore           |
| Kallang               | Jurong              |
| --------------------- | ------------------- |
| Sân vận động Quốc gia | Sân vận động Jurong |
| Sức chứa: 55.000      | Sức chứa: 6.000     |
|                       |                     |
| KallangJurong         |                     |

## Vòng bảng
Mười đội tuyển được chia thành hai bảng, thi đấu vòng tròn một lượt. Hai đội đứng đầu mỗi bảng lọt vào vòng bán kết.

### Bảng A
| VT | Đội       | ST | T | H | B | BT | BB | HS  | Đ  | Giành quyền tham dự     |
| -- | --------- | -- | - | - | - | -- | -- | --- | -- | ----------------------- |
| 1  | Indonesia | 4  | 3 | 1 | 0 | 15 | 3  | +12 | 10 | Vòng đấu loại trực tiếp |
| 2  | Việt Nam  | 4  | 2 | 2 | 0 | 9  | 4  | +5  | 8  | Vòng đấu loại trực tiếp |
| 3  | Myanmar   | 4  | 2 | 0 | 2 | 13 | 12 | +1  | 6  |                         |
| 4  | Lào       | 4  | 1 | 1 | 2 | 5  | 10 | −5  | 4  |                         |
| 5  | Campuchia | 4  | 0 | 0 | 4 | 1  | 14 | −13 | 0  |                         |

| Việt Nam                                                         | 3–1 | Campuchia |
| ---------------------------------------------------------------- | --- | --------- |
| Trần Công Minh 21' · Lê Huỳnh Đức 30' · Võ Hoàng Bửu 80' (ph.đ.) |     | Sony 67'  |

| Indonesia                                                           | 5–1 | Lào         |
| ------------------------------------------------------------------- | --- | ----------- |
| Husaini 5' · Irianto 15' · Kurniawan 17' · Darwis 34' · Sandria 65' |     | Savatdy 75' |

| Lào             | 1–1 | Việt Nam         |
| --------------- | --- | ---------------- |
| Luang-Amath 72' |     | Lê Huỳnh Đức 85' |

| Myanmar                                                                        | 5–0 | Campuchia |
| ------------------------------------------------------------------------------ | --- | --------- |
| Tin Myo Aung 14' · Win Aung 35', 54' · Myo Hlaing Win 71' · Maung Maung Oo 90' |     |           |

| Việt Nam                                                                         | 4–1 | Myanmar              |
| -------------------------------------------------------------------------------- | --- | -------------------- |
| Nguyễn Hữu Đang 6' · Lê Huỳnh Đức 15' · Trần Công Minh 48' · Nguyễn Hồng Sơn 63' |     | Maung Maung Htay 24' |

| Indonesia                                 | 3–0 | Campuchia |
| ----------------------------------------- | --- | --------- |
| Kurniawan 15' · Sandria 23' · Irianto 60' |     |           |

| Campuchia | 0–1 | Lào             |
| --------- | --- | --------------- |
|           |     | Channiphone 39' |

| Indonesia                                                    | 6–1 | Myanmar              |
| ------------------------------------------------------------ | --- | -------------------- |
| Husaini 7', 66' · Sandria 20', 26' · Lubis 28' · Irianto 39' |     | Maung Maung Htay 26' |

| Indonesia     | 1–1 | Việt Nam                 |
| ------------- | --- | ------------------------ |
| Kurniawan 43' |     | Võ Hoàng Bửu 77' (ph.đ.) |

| Lào                               | 2–4 | Myanmar                                                     |
| --------------------------------- | --- | ----------------------------------------------------------- |
| Khenkitisack 40' · Phimmasean 45' |     | Win Aung 16', 69' · Maung Maung Oo 35' · Myo Hlaing Win 82' |

### Bảng B
| VT | Đội           | ST | T | H | B | BT | BB | HS  | Đ  | Giành quyền tham dự     |
| -- | ------------- | -- | - | - | - | -- | -- | --- | -- | ----------------------- |
| 1  | Thái Lan      | 4  | 3 | 1 | 0 | 13 | 1  | +12 | 10 | Vòng đấu loại trực tiếp |
| 2  | Malaysia      | 4  | 2 | 2 | 0 | 15 | 2  | +13 | 8  | Vòng đấu loại trực tiếp |
| 3  | Singapore (H) | 4  | 2 | 1 | 1 | 7  | 2  | +5  | 7  |                         |
| 4  | Brunei        | 4  | 1 | 0 | 3 | 1  | 15 | −14 | 3  |                         |
| 5  | Philippines   | 4  | 0 | 0 | 4 | 0  | 16 | −16 | 0  |                         |

| Singapore | 1–1 | Malaysia         |
| --------- | --- | ---------------- |
| Fandi 89' |     | Sanbagamaran 76' |

| Philippines | 0–5 | Thái Lan                                             |
| ----------- | --- | ---------------------------------------------------- |
|             |     | Phithaya 10', 38' · Kiatisuk 14' · Netipong 40', 60' |

| Malaysia                                                                   | 7–0 | Philippines |
| -------------------------------------------------------------------------- | --- | ----------- |
| Sanbagamaran 36', 61', 89' · Adnan 43' · Shamsurin 53', 81' · Chandran 78' |     |             |

| Singapore                             | 3–0 | Brunei |
| ------------------------------------- | --- | ------ |
| Haron 1' · Tan 4' (ph.đ.) · Fandi 51' |     |        |

| Thái Lan                                                             | 6–0 | Brunei |
| -------------------------------------------------------------------- | --- | ------ |
| Phithaya 15' · Netipong 23', 87' · Worrawoot 35', 67' · Kiatisuk 77' |     |        |

| Singapore                | 3–0 | Philippines |
| ------------------------ | --- | ----------- |
| Fandi 20', 42' · Hai 73' |     |             |

| Brunei    | 1–0 | Philippines |
| --------- | --- | ----------- |
| Irwan 28' |     |             |

| Thái Lan     | 1–1 | Malaysia   |
| ------------ | --- | ---------- |
| Kiatisuk 28' |     | Hassan 59' |

| Malaysia                                                                 | 6–0 | Brunei |
| ------------------------------------------------------------------------ | --- | ------ |
| Sanbagamaran 3' · Shamsurin 37' · Abu Bakar 47', 60' · Chandran 82', 89' |     |        |

| Singapore | 0–1 | Thái Lan     |
| --------- | --- | ------------ |
|           |     | Netipong 70' |

## Vòng đấu loại trực tiếp

### Sơ đồ
|  | Bán kết    | Bán kết  |               |   | Chung kết | Chung kết |
|  |            |          |               |   |           |           |
|  | 13 tháng 9 |          |               |   |           |           |
|  |            |          |               |   |           |           |
|  | Việt Nam   | 2        |               |   |           |           |
|  | Việt Nam   | 2        | 15 tháng 9    |   |           |           |
|  | Thái Lan   | 4        |               |   |           |           |
|  | Thái Lan   | 4        | Malaysia      | 0 |           |           |
|  | 13 tháng 9 |          | Malaysia      | 0 |           |           |
|  |            | Thái Lan | 1             |   |           |           |
|  | Malaysia   | Thái Lan | 1             | 3 |           |           |
|  | Malaysia   |          |               | 3 |           |           |
|  | Indonesia  | 1        |               |   |           |           |
|  | Indonesia  | 1        | Tranh hạng ba |   |           |           |
|  |            |          |               |   |           |           |
|  | 15 tháng 9 |          |               |   |           |           |
|  |            |          |               |   |           |           |
|  | Indonesia  | 2        |               |   |           |           |
|  | Indonesia  | 2        |               |   |           |           |
|  | Việt Nam   | 3        |               |   |           |           |

### Các trận đấu

#### Bán kết
| Indonesia        | 1–3 | Malaysia                     |
| ---------------- | --- | ---------------------------- |
| Azali 44' (l.n.) |     | Sanbagamaran 5' · Sulong 16' |

| Thái Lan                                       | 4–2 | Việt Nam                                       |
| ---------------------------------------------- | --- | ---------------------------------------------- |
| Kiatisuk 3' · Netipong 9', 24' · Worrawoot 46' |     | Võ Hoàng Bửu 83' (ph.đ.) · Nguyễn Hồng Sơn 88' |

#### Tranh hạng ba
| Indonesia                   | 2–3 | Việt Nam                                                          |
| --------------------------- | --- | ----------------------------------------------------------------- |
| Kurniawan 66' · Tecuari 85' |     | Huỳnh Quốc Cường 8' · Yeyen 27' (l.n.) · Võ Hoàng Bửu 73' (ph.đ.) |

#### Chung kết
| Thái Lan    | 1–0 | Malaysia |
| ----------- | --- | -------- |
| Kiatisuk 9' |     |          |

## Thống kê

### Các giải thưởng
Các giải thưởng dưới đây đã được trao sau khi giải đấu kết thúc:
| Cầu thủ xuất sắc nhất | Chiếc giày vàng      | Đội đoạt giải phong cách |
| --------------------- | -------------------- | ------------------------ |
| Zainal Abidin Hassan  | Netipong Srithong-in | Brunei                   |

### Cầu thủ ghi bàn
Đã có 93 bàn thắng ghi được trong 24 trận đấu, trung bình 3.88 bàn thắng mỗi trận đấu.
7 bàn thắng
- Netipong Srithong-in

6 bàn thắng
- K. Sanbagamaran

5 bàn thắng
- Kiatisuk Senamuang

4 bàn thắng
- Kurniawan Dwi Yulianto
- Peri Sandria
- Shamsurin Abdul Rahman
- Win Aung
- Fandi Ahmad
- Võ Hoàng Bửu

3 bàn thắng
- Fachri Husaini
- Eri Irianto
- M. Chandran
- Phithaya Santawong
- Worrawoot Srimaka
- Lê Huỳnh Đức

2 bàn thắng
- Anuar Abu Bakar
- Maung Maung Htay
- Maung Maung Oo
- Myo Hlaing Win
- Trần Công Minh
- Nguyễn Hồng Sơn

1 bàn thắng
- Irwan Mohammad
- Nuth Sony
- Robby Darwis
- Ansyari Lubis
- Aples Gideon Tecuari
- Saysana Savatdy
- Chalana Luang-Amath
- Keolakhone Channiphone
- Bounlap Khenkitisack
- Phonesavanh Phimmasean
- Azman Adnan
- Zainal Abidin Hassan
- Rosdee Sulong
- Tin Myo Aung
- Hasnim Haron
- Lim Tong Hai
- Steven Tan
- Nguyễn Hữu Đang
- Huỳnh Quốc Cường

1 bàn phản lưới nhà
- Yeyen Tumena (trong trận gặp Việt Nam)
- Azmil Azali (trong trận gặp Indonesia)